# Cattleya harrisoniana
Cattleya harrisoniana är en orkidéart som beskrevs av James Bateman och John Lindley. Cattleya harrisoniana ingår i släktet Cattleya och familjen orkidéer. Inga underarter finns listade i Catalogue of Life.

## Bildgalleri

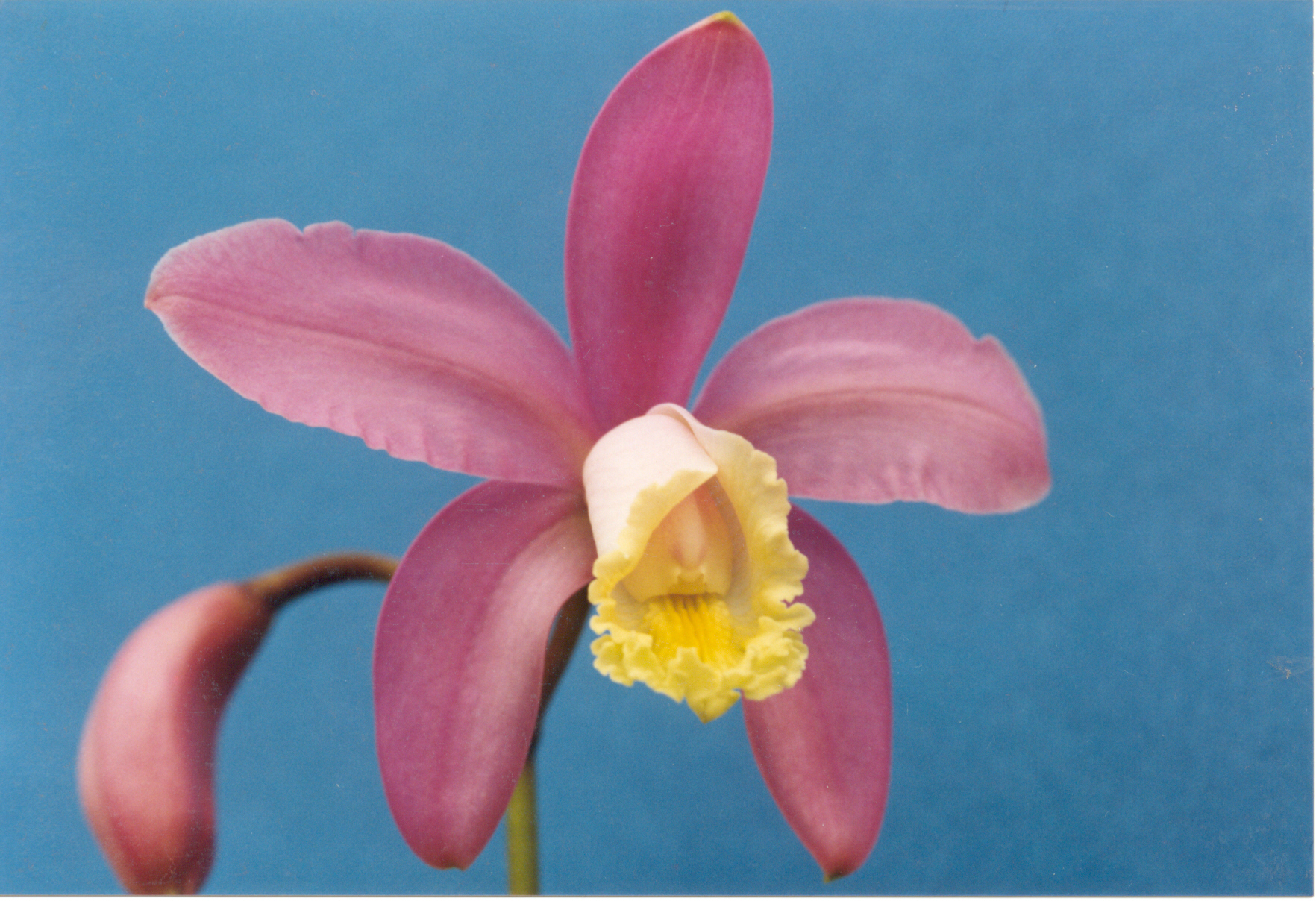
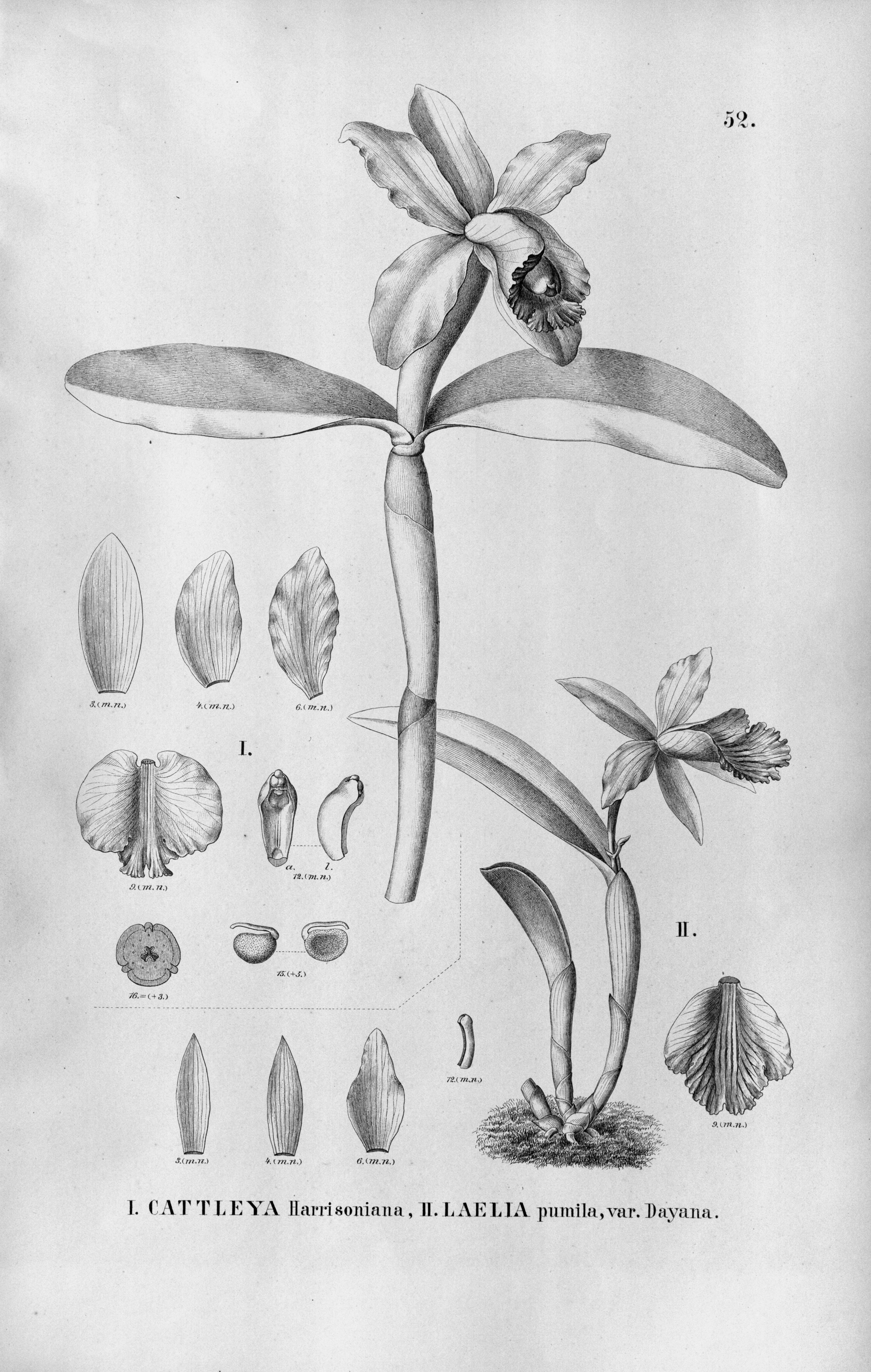
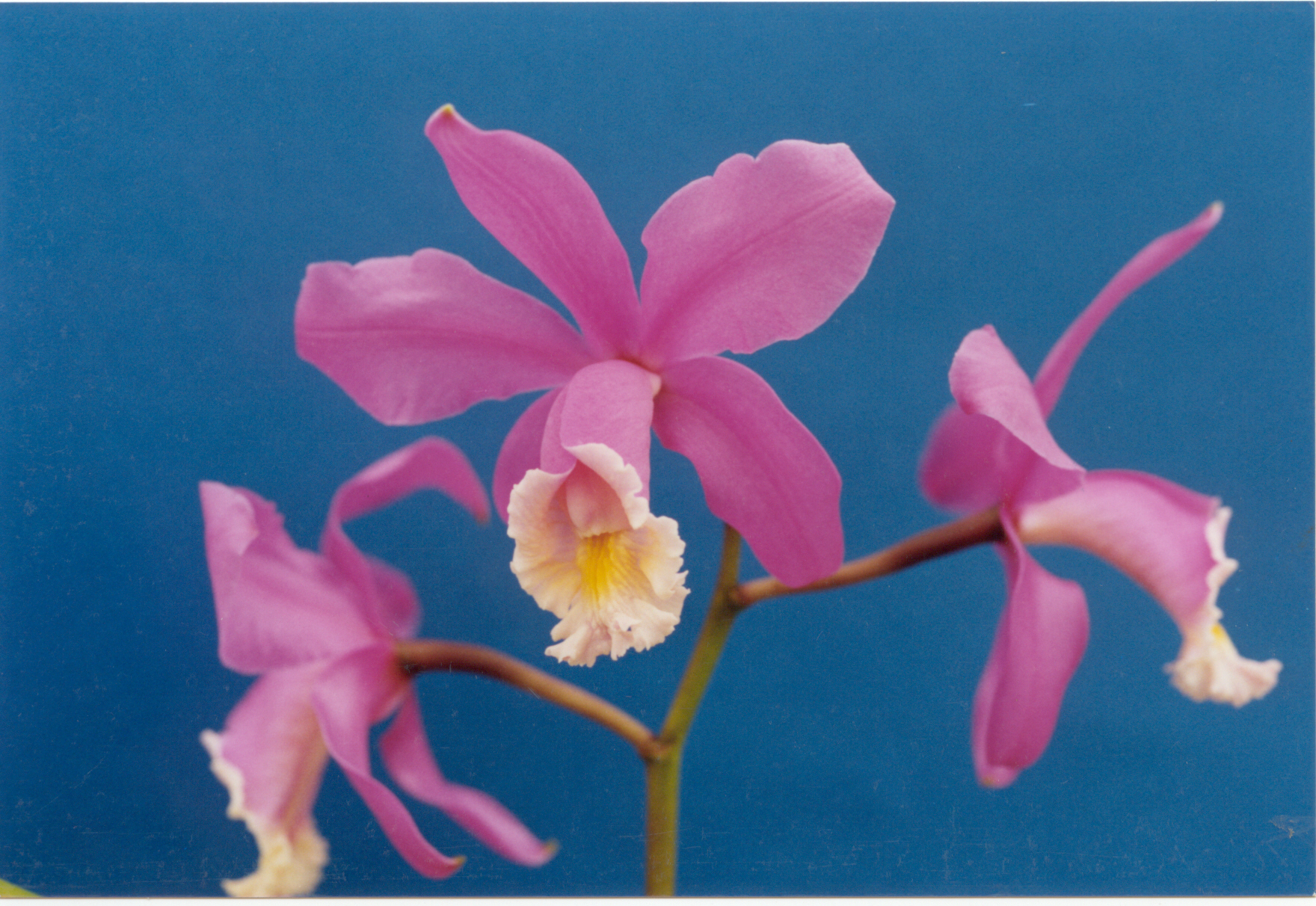